# Ледесма, Алонсо де
Ало́нсо де Леде́сма (исп. Alonso de Ledesma; 1552, Сеговия — 1623, Сеговия) — испанский поэт. Считается инициатором литературного движения Conceptismo.
Биографических сведений о нём почти не сохранилось. При жизни его слава была очень велика. Получил прозвище «Божественный» (Divino). Его творчество хвалили Лопе де Вега и Сервантес. Особенный успех имел его сборник стихов Conceptos spirituales (Мадрид, в трёх частях — 1600, 1608, 1612) на религиозные мотивы. В начале XVII века неоднократно участвовал и побеждал во всевозможных литературных конкурсах и фестивалях.
В своих произведениях он часто излагал основы христианского вероучения с помощью аллегорий. Его поэзии были свойственны утончённость языка, замысловатость оборотов, игра слов, а также всевозможные двусмысленности, загадки, парадоксы и антитезы. Все эти моменты были введены в моду в испанской поэзии именно стихотворениями Ледесмы и привели к образованию литературного кружка, известного в испанской литературе под названием Conceptistas. Другие известные сочинения Ледесмы: Juegos de la Noche Buena (1611), El Monstruo Imaginado (1613), Epigramas y Geroglificosà la vida de Cristo.
Творчество Ледесмы цитировалось и изучалось и позднее, но впоследствии часто критиковалось и называлось «малопонятным и неинтересным».